# Hidasnémeti (stacja kolejowa)
Hidasnémeti (węg: Hidasnémeti vasútállomás) – stacja kolejowa w Hidasnémeti, w komitacie Borsod-Abaúj-Zemplén, na Węgrzech. Znajduje się przy granicy słowacko-węgierskiej i jest dawnym przejściem granicznym.

## Linie kolejowe
- Linia kolejowa 90 Miskolc – Hidasnémeti
- Linia kolejowa 98 Szerencs - Hidasnémeti
- Linia kolejowa 169 Košice - Hidasnémeti MÁV